# Aeródromo Minsal
El Aeródromo Minsal (OACI: SCSM) es un terminal aéreo ubicado junto al Salar de Atacama, Provincia de El Loa, Región de Antofagasta, Chile. Es de propiedad público.